# Muscari turcicum
Muscari turcicum là một loài thực vật có hoa trong họ Măng tây. Loài này được Uysal, Ertuğrul & Dural mô tả khoa học đầu tiên năm 2007.